# Olympische Sommerspiele 1924/Schwimmen
Bei den VIII. Olympischen Sommerspielen 1924 in Paris wurden im Schwimmen elf Wettbewerbe ausgetragen, davon sechs für Männer und fünf für Frauen.

## Bilanz

### Medaillenspiegel
| Platz  | Land               | Gold | Silber | Bronze | Gesamt |
| ------ | ------------------ | ---- | ------ | ------ | ------ |
| 1      | Vereinigte Staaten | 9    | 5      | 5      | 19     |
| 2      | Großbritannien     | 1    | 2      | 1      | 4      |
| 3      | Australien         | 1    | 1      | 2      | 4      |
| 4      | Schweden           | –    | 2      | 2      | 4      |
| 5      | Belgien            | –    | 1      | –      | 1      |
| 6      | Ungarn             | –    | –      | 1      | 1      |
| Gesamt | Gesamt             | 11   | 11     | 11     | 33     |

### Medaillengewinner
Männer
| Disziplin          | Gold | Silber                                                                                            | Bronze                                                                                               |
| ------------------ | --- | ------------------------------------------------------------------------------------------------- | --- |
| 100 m Freistil     | Johnny Weissmüller (USA)                                                                                     | Duke Kahanamoku (USA)                                                                             | Samuel Kahanamoku (USA)                                                                              |
| 400 m Freistil     | Johnny Weissmüller (USA)                                                                                     | Arne Borg (SWE)                                                                                   | Andrew Charlton (AUS)                                                                                |
| 1500 m Freistil    | Andrew Charlton (AUS)                                                                                        | Arne Borg (SWE)                                                                                   | Frank Beaurepaire (AUS)                                                                              |
| 100 m Rücken       | Warren Paoa Kealoha (USA)                                                                                    | Paul Wyatt (USA)                                                                                  | Károly Bartha (HUN)                                                                                  |
| 200 m Brust        | Bob Skelton (USA)                                                                                            | Joseph De Combe (BEL)                                                                             | William Kirschbaum (USA)                                                                             |
| 4 × 200 m Freistil | Vereinigte Staaten Ralph Breyer Harrison Glancy Wallace O’Connor Johnny Weissmüller Richard Howell (Vorlauf) | Australien Andrew Charlton Maurice Christie Frank Beaurepaire Ernest Henry Ivan Stedman (Vorlauf) | Schweden Åke Borg Arne Borg Orvar Trolle Georg Werner Thor Henning (Vorlauf) Gösta Persson (Vorlauf) |

Frauen
| Disziplin          | Gold                                                                                  | Silber                                                                    | Bronze                                                           |
| ------------------ | ------------------------------------------------------------------------------------- | ------------------------------------------------------------------------- | ---------------------------------------------------------------- |
| 100 m Freistil     | Ethel Lackie (USA)                                                                    | Mariechen Wehselau (USA)                                                  | Gertrude Ederle (USA)                                            |
| 400 m Freistil     | Martha Norelius (USA)                                                                 | Helen Wainwright (USA)                                                    | Gertrude Ederle (USA)                                            |
| 100 m Rücken       | Sybil Bauer (USA)                                                                     | Phyllis Harding (GBR)                                                     | Aileen Riggin (USA)                                              |
| 200 m Brust        | Lucy Morton (GBR)                                                                     | Agnes Geraghty (USA)                                                      | Gladys Carson (GBR)                                              |
| 4 × 100 m Freistil | Vereinigte Staaten Euphrasia Donnelly Gertrude Ederle Ethel Lackie Mariechen Wehselau | Großbritannien Florence Barker Constance Jeans Grace McKenzie Vera Tanner | Schweden Aina Berg Gulli Ewerlund Wivan Pettersson Hjördis Töpel |

## Männer

### 100 m Freistil
| Platz | Land | Athlet             | Zeit        |
| ----- | ---- | ------------------ | ----------- |
| 1     | USA  | Johnny Weissmüller | 59,0 s (OR) |
| 2     | USA  | Duke Kahanamoku    | 1:01,4 min  |
| 3     | USA  | Samuel Kahanamoku  | 1:01,8 min  |
| 4     | SWE  | Arne Borg          | 1:02,0 min  |
| 5     | JPN  | Katsuo Takaishi    | 1:03,0 min  |

### 400 m Freistil
| Platz | Land | Athlet             | Zeit            |
| ----- | ---- | ------------------ | --------------- |
| 1     | USA  | Johnny Weissmüller | 5:04,2 min (OR) |
| 2     | SWE  | Arne Borg          | 5:05,6 min      |
| 3     | AUS  | Andrew Charlton    | 5:06,6 min      |
| 4     | SWE  | Åke Borg           | 5:26,0 min      |
| 5     | GBR  | Jack Hatfield      | 5:32,0 min      |

### 1500 m Freistil
| Platz | Land | Athlet            | Zeit             |
| ----- | ---- | ----------------- | ---------------- |
| 1     | AUS  | Andrew Charlton   | 20:06,6 min (WR) |
| 2     | SWE  | Arne Borg         | 20:41,4 min      |
| 3     | AUS  | Frank Beaurepaire | 21:48,4 min      |
| 4     | GBR  | Jack Hatfield     | 21:55,6 min      |
| 5     | JPN  | Katsuo Takaishi   | 22:10,4 min      |

### 100 m Rücken
| Platz | Land | Athlet              | Zeit            |
| ----- | ---- | ------------------- | --------------- |
| 1     | USA  | Warren Paoa Kealoha | 1:13,2 min (OR) |
| 2     | USA  | Paul Wyatt          | 1:15,4 min      |
| 3     | HUN  | Károly Bartha       | 1:17,8 min      |
| 4     | BEL  | Gérard Blitz        | 1:19,6 min      |
| 5     | GBR  | Austin Rawlinson    | 1:20,0 min      |

### 200 m Brust
| Platz | Land | Athlet             | Zeit       |
| ----- | ---- | ------------------ | ---------- |
| 1     | USA  | Robert Skelton     | 2:56,6 min |
| 2     | BEL  | Joseph de Combe    | 2:59,2 min |
| 3     | USA  | William Kirschbaum | 3:01,0 min |
| 4     | SWE  | Bengt Linders      | 3:02,2 min |
| 5     | SUI  | Robert Wyss        | 3:05,6 min |

### 4 × 200 m Freistil
| Platz | Land | Athleten                                                                                    | Zeit        |
| ----- | ---- | ------------------------------------------------------------------------------------------- | ----------- |
| 1     | USA  | Ralph Breyer Harrison Glancy Wallace O’Connor Johnny Weissmüller Richard Howell (Vorlauf)   | 9:53,4 min  |
| 2     | AUS  | Andrew Charlton Maurice Christie Frank Beaurepaire Ernest Henry Ivan Stedman (Vorlauf)      | 10:02,2 min |
| 3     | SWE  | Åke Borg Arne Borg Orvar Trolle Georg Werner Thor Henning (Vorlauf) Gösta Persson (Vorlauf) | 10:06,8 min |
| 4     | JPN  | Torahiko Miyahata Kazuo Noda Kazuo Onoda Katsuo Takaishi                                    | 10:15,2 min |
| 5     | GBR  | Harold Annison Albert Dickin Percy Peter John Thomson Leslie Savage (Vorlauf)               | 10:29,4 min |

## Frauen

### 100 m Freistil
| Platz | Land | Athletin           | Zeit       |
| ----- | ---- | ------------------ | ---------- |
| 1     | USA  | Ethel Lackie       | 1:12,4 min |
| 2     | USA  | Mariechen Wehselau | 1:12,8 min |
| 3     | USA  | Gertrude Ederle    | 1:14,2 min |
| 4     | GBR  | Constance Jeans    | 1:15,4 min |
| 5     | GBR  | Vera Tanner        | 1:20,8 min |

### 400 m Freistil
| Platz | Land | Athletin         | Zeit       |
| ----- | ---- | ---------------- | ---------- |
| 1     | USA  | Martha Norelius  | 6:02,2 min |
| 2     | USA  | Helen Wainwright | 6:03,8 min |
| 3     | USA  | Gertrude Ederle  | 6:04,8 min |
| 4     | GBR  | Doris Molesworth | 6:25,4 min |
|       | NZL  | Gwitha Shand     | DNF        |

### 100 m Rücken
| Platz | Land | Athletin          | Zeit            |
| ----- | ---- | ----------------- | --------------- |
| 1     | USA  | Sybil Bauer       | 1:23,2 min (OR) |
| 2     | GBR  | Phyllis Harding   | 1:27,4 min      |
| 3     | USA  | Aileen Riggin     | 1:28,2 min      |
| 4     | USA  | Florence Chambers | 1:30,8 min      |
| 5     | TCH  | Jarmila Müllerová | 1:31,2 min      |

### 200 m Brust
| Platz | Land | Athletin         | Zeit       |
| ----- | ---- | ---------------- | ---------- |
| 1     | GBR  | Lucille Morton   | 3:33,2 min |
| 2     | USA  | Agnes Geraghty   | 3:34,0 min |
| 3     | GBR  | Gladys Carson    | 3:35,4 min |
| 4     | SWE  | Wivan Pettersson | 3:37,6 min |
| 5     | GBR  | Irene Gilbert    | 3:38,0 min |
| 6     | LUX  | Laury Koster     | 3:39,2 min |
| 7     | SWE  | Hjördis Töpel    | 3:47,6 min |

### 4 × 100 m Freistil
| Platz | Land | Athletinnen                                                                | Zeit            |
| ----- | ---- | -------------------------------------------------------------------------- | --------------- |
| 1     | USA  | Euphrasia Donnelly Gertrude Ederle Ethel Lackie Mariechen Wehselau         | 4:58,8 min (WR) |
| 2     | GBR  | Florence Barker Constance Jeans Grace McKenzie Vera Tanner                 | 5:17,0 min      |
| 3     | SWE  | Aina Berg Gulli Ewerlund Wivan Pettersson Hjördis Töpel                    | 5:35,6 min      |
| 4     | DNK  | Vibeke Møller Agnete Olsen Hedevig Rasmussen-Gjørling Karen Maud Rasmussen | 5:42,4 min      |
| 5     | FRA  | Ernestine Lebrun Gilberte Mortier Bienna Pélégry Mariette Protin           | 5:43,4 min      |
| 6     | NED  | Marie Baron Ala Bolten Truus Klapwijk Marie Vierdag                        | 5:45,8 min      |